# Anna Porfirogenita
Anna Porfirogenita (in greco medievale: Άννα Πορφυρογέννητη, Anna Porphyrogennētē; Costantinopoli, 13 marzo 963 – Kiev, 1011) è stata una principessa bizantina, figlia dell'imperatore Romano II e dell'imperatrice Teofano.

## Biografia
Fu l'unica principessa della grande dinastia dei Macedoni ad aver sposato uno straniero. Sorella dell'imperatore Basilio II, fu promessa in sposa dall'imperatore in cambio di aiuto militare. Nel 988 divenne infatti la moglie di Vladimir I di Kiev, che accettò di convertirsi e di far convertire il suo popolo al Cristianesimo. Dopo il matrimonio, Vladimir avrebbe divorziato dalle sue mogli pagane, anche se la cosa è incerta. Sepolta col marito nella chiesa delle Decime, è considerata una santa dalla chiesa russa. Non ebbe figli.

## Ascendenza
|                              |   |                   | Genitori |  |  | Nonni |  |  | Bisnonni           |  |  | Trisnonni             |  |
|                              |   |                   |          |  |  |       |  |  | Leone VI il Saggio |  |  | Basilio I il Macedone |  |
|                              |   |                   |          |  |  |       |  |  | Leone VI il Saggio |  |  | Basilio I il Macedone |  |
|                              |   | Eudocia Ingerina  |          |  |  |       |  |  | Leone VI il Saggio |  |  |                       |  |
| Costantino VII Porfirogenito |   |                   |          |  |  |       |  |  | Leone VI il Saggio |  |  |                       |  |
|                              |   | Zoe Carbonopsina  | …        |  |  |       |  |  |                    |  |  |                       |  |
|                              |   | Zoe Carbonopsina  | …        |  |  |       |  |  |                    |  |  |                       |  |
|                              |   | Zoe Carbonopsina  | …        |  |  |       |  |  |                    |  |  |                       |  |
| Romano II                    |   | Zoe Carbonopsina  |          |  |  |       |  |  |                    |  |  |                       |  |
|                              |   | Romano I Lecapeno | …        |  |  |       |  |  |                    |  |  |                       |  |
|                              |   | Romano I Lecapeno | …        |  |  |       |  |  |                    |  |  |                       |  |
|                              |   | Romano I Lecapeno | …        |  |  |       |  |  |                    |  |  |                       |  |
| Elena Lecapena               |   | Romano I Lecapeno |          |  |  |       |  |  |                    |  |  |                       |  |
|                              |   | Teodora           | …        |  |  |       |  |  |                    |  |  |                       |  |
|                              |   | Teodora           | …        |  |  |       |  |  |                    |  |  |                       |  |
|                              |   | Teodora           | …        |  |  |       |  |  |                    |  |  |                       |  |
| Anna Porfirogenita           |   | Teodora           |          |  |  |       |  |  |                    |  |  |                       |  |
|                              | … | …                 |          |  |  |       |  |  |                    |  |  |                       |  |
|                              | … | …                 |          |  |  |       |  |  |                    |  |  |                       |  |
|                              | … | …                 |          |  |  |       |  |  |                    |  |  |                       |  |
| …                            | … |                   |          |  |  |       |  |  |                    |  |  |                       |  |
|                              |   | …                 | …        |  |  |       |  |  |                    |  |  |                       |  |
|                              |   | …                 | …        |  |  |       |  |  |                    |  |  |                       |  |
|                              |   | …                 | …        |  |  |       |  |  |                    |  |  |                       |  |
| Teofano                      |   | …                 |          |  |  |       |  |  |                    |  |  |                       |  |
|                              |   | …                 | …        |  |  |       |  |  |                    |  |  |                       |  |
|                              |   | …                 | …        |  |  |       |  |  |                    |  |  |                       |  |
|                              |   | …                 | …        |  |  |       |  |  |                    |  |  |                       |  |
| …                            |   | …                 |          |  |  |       |  |  |                    |  |  |                       |  |
|                              |   | …                 | …        |  |  |       |  |  |                    |  |  |                       |  |
|                              |   | …                 | …        |  |  |       |  |  |                    |  |  |                       |  |
|                              |   | …                 | …        |  |  |       |  |  |                    |  |  |                       |  |
|                              |   | …                 |          |  |  |       |  |  |                    |  |  |                       |  |